# Flugunfall einer Grumman Gulfstream I in Busia
Der Flugunfall einer Grumman Gulfstream I in Busia ereignete sich am 24. Januar 2003. Bei dem Unfall stürzte ein von der kenianischen Regierung gechartertes Flugzeug vom Typ Grumman G-159 Gulfstream I kurz nach dem Start vom Flughafen Busia ab. Bei dem Unfall kamen drei Menschen ums Leben.

## Flugzeug
Die Maschine war eine Grumman G-159 Gulfstream I mit der Modellseriennummer 158, die am 26. Mai 1965 erstausgeliefert wurde. Seit Mitte der 1990er-Jahre wurde die Maschine mit einem US-amerikanischen Luftfahrzeugkennzeichen auf dem afrikanischen Kontinent betrieben. Am 24. November 1998 wurde die Maschine dann offiziell nach Kenia exportiert und erhielt das kenianische Kennzeichen 5Y-MIA, das später in 5Y-EMJ geändert wurde. Die Gulfstream war zuletzt auf die African Commuter Services zugelassen. Das zweimotorige Geschäftsreiseflugzeug war mit zwei Turboproptriebwerken vom Typ Rolls-Royce Dart 529-8H ausgestattet.

## Unfallhergang
Mit der Maschine sollte ein Flug von Busia nach Nairobi durchgeführt werden. Kenianische Regierungsmitglieder befanden sich an Bord der Gulfstream. Nach einem Startlauf von der 1000 Meter langen Startbahn 13/31 des Flughafens Busia konnte die Maschine nicht genug an Höhe gewinnen. Das Flugzeug streifte Hochspannungsleitungen, die Tragflächen wurden abgerissen und die Gulfstream stieß kopfüber gegen ein Haus.

## Opfer
Bei dem Unfall kamen zwei der drei Besatzungsmitglieder sowie der kenianische Arbeitsminister Ahmed Khalif ums Leben.

## Ursachen
Die Untersuchung ergab, dass das Gewicht der Maschine für einen sicheren Abflug vom Flughafen Busia zu hoch war. Die Gulfstream hätte eine Startbahn von 1200 Metern Länge benötigt.
Die Flugunfalluntersuchung ergab, dass die Maschine unter fragwürdigen Umständen gewartet und betrieben worden war. Es wurde festgestellt, dass sowohl die Dokumente des Kapitäns der Maschine als auch jene der Maschine gefälscht worden waren. Es wurden Teile in die Maschine eingebaut, die nicht zertifiziert waren. Das Wartungspersonal war nicht entsprechend geschult und besaß keine Berechtigung, an der Maschine zu hantieren.
So wurde etwa dasselbe Flugzeug am 6. April 1997 in der Demokratischen Republik Kongo in einen schweren Unfall verwickelt, bei dem ein Mensch getötet worden war und die Maschine schwer beschädigt wurde. Nach einer aufwändigen Reparatur wurde der Betrieb mit der Maschine wiederaufgenommen. Im Jahr 2000 soll die Maschine in einen weiteren schweren Unfall im Sudan verwickelt worden sein, nach dem sie eigentlich als Totalverlust gegolten habe. Der Besitzer der Maschine, die MIA International Ltd., kaufte der Versicherung die Unfallmaschine ab, reparierte sie und ließ sie wieder zu, wobei das Kennzeichen von 5Y-MIA in 5Y-EMJ umgeändert wurde.